# Świedziebnia
Świedziebnia – wieś w Polsce położona w województwie kujawsko-pomorskim, w powiecie brodnickim, w gminie Świedziebnia.

## Podział administracyjny
| SIMC    | Nazwa   | Rodzaj    |
| ------- | ------- | --------- |
| 0849681 | Ciszyn  | część wsi |
| 0849698 | Krzywda | część wsi |

W okresie II RP miejscowość była siedzibą gminy Dzierzno. W latach 1975–1998 miejscowość administracyjnie należała do województwa toruńskiego. Miejscowość jest siedzibą gminy Świedziebnia.

## Demografia
Według Narodowego Spisu Powszechnego (III 2011 r.) liczyła 1214 mieszkańców. Jest największą miejscowością gminy Świedziebnia.

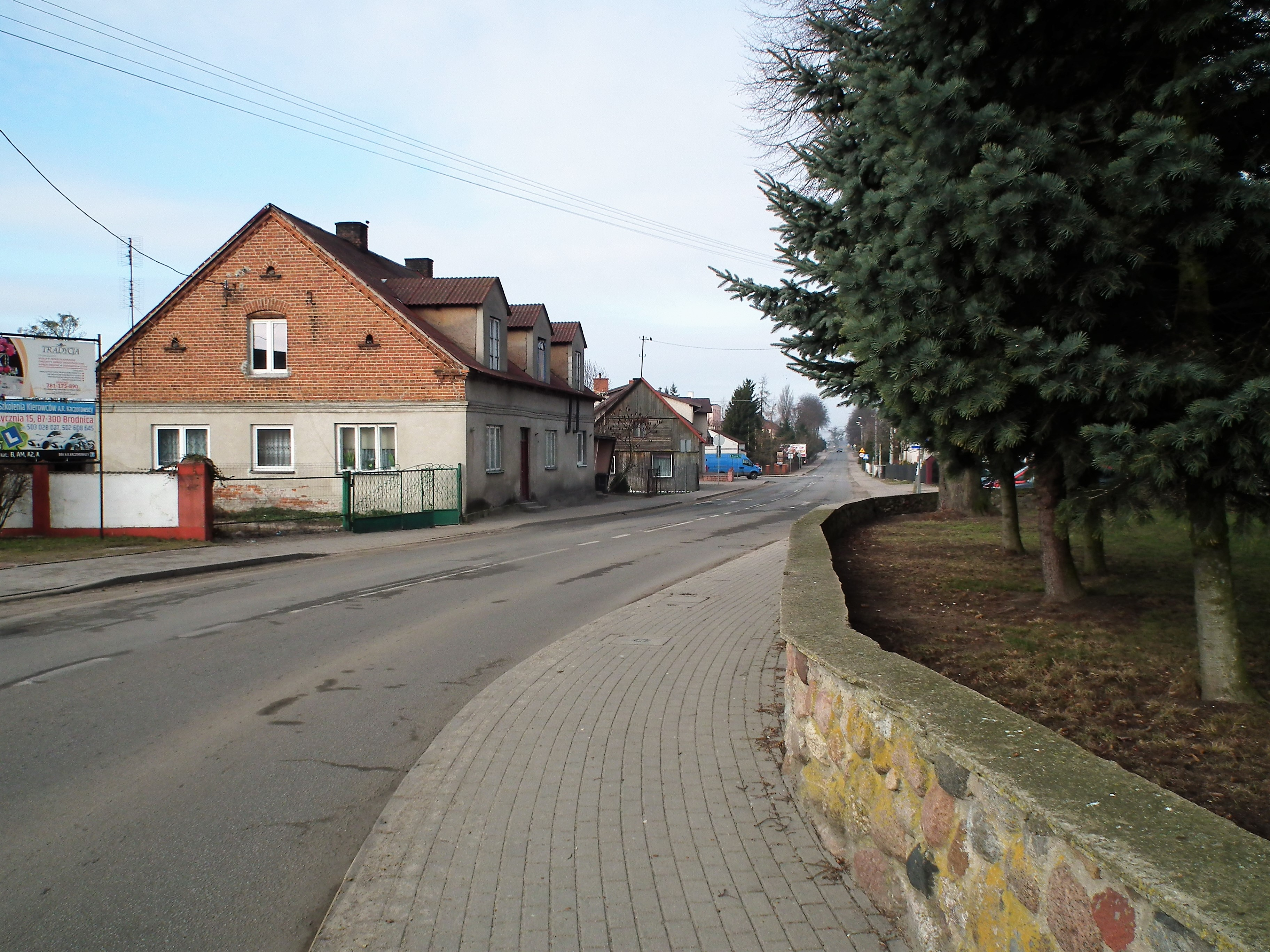
Główna ulica wsi

## Zabytki
Według rejestru zabytków NID na listę zabytków wpisane są:
- kościół parafialny pw. Podwyższenia Krzyża Świętego, 1876-79, nr rej.: A/1260/1-3 z 28.12.2006
- cmentarz kościelny, nr rej.: j.w.
- brama na cmentarz, 4 ćw. XIX w., nr rej.: j.w.

## Związki wyznaniowe
Miejscowość jest siedzibą parafii pw. św. Bartłomieja (mimo iż sam kościół jest pw. Podwyższenia Krzyża Świętego). Zabytkowy kościół został zbudowany w 1879 roku.

## Ludzie związani z miejscowością
- Na cmentarzu przykościelnym w Świedziebni pochowany jest generał powstania kościuszkowskiego i polskiej armii u boku Napoleona Józef Niemojewski.